# Greencastle (Indiana)
Greencastle város az USA Indiana államában. Lakosainak száma 9820 fő (2020. április 1.).

## Népesség
A település népességének változása:

| 2010 | 10 326 |
| 2020 | 9 820  |